# 科特卡普拉
科特卡普拉（Kot Kapura），是印度旁遮普邦Faridkot县的一个城镇。总人口80741（2001年）。

## 人口
该地2001年总人口80741人，其中男性42820人，女性37921人；0—6岁人口10409人，其中男5786人，女4623人；识字率61.34%，其中男性为65.45%，女性为56.69%。